# جزيرة أندامان الجنوبية
جزيرة أندامان الجنوبية هي جزيرة تقع في أقصى جنوب جزر أندمان، تعتبر الجزيرة المأوى لمعظم سكان جزر أندمان وتتبع لمقاطعة جنوب أندمان في الهند والتابعة لوحدة جزر أندمان ونيكوبار، تقع مدينة بورت بلير في هذه الجزيرة وألتي تعتبر عاصمة وحدة جزر أندمان ونيكوبار.